# Russell Collection

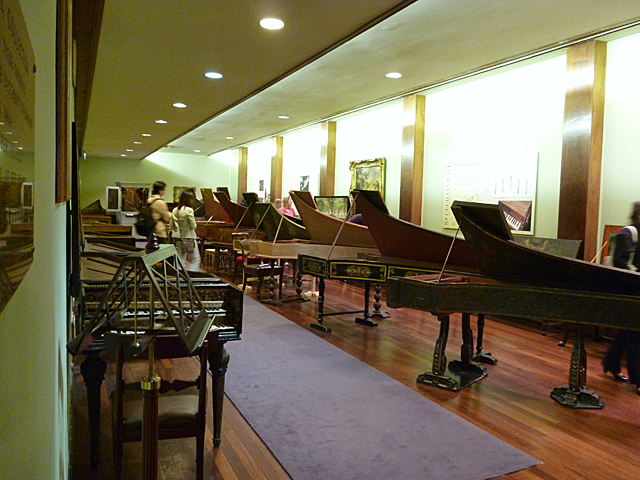
Tasteninstrumente in der St Cecilia’s Hall

Die Russell Collection (vollständiger Name Raymond Russell Collection of Early Keyboard Instruments) ist eine umfangreiche Sammlung früher Tasteninstrumente, die vom britischen Cembalisten und Organologen Raymond Russell (1922–1964) zusammengestellt wurde. Sie ist Teil der Musikinstrumentensammlung des Museums der University of Edinburgh und ist in der St Cecilia’s Hall untergebracht.

## Geschichte
Raymond Russell, ein britischer Cembalist und Organologe, kaufte 1939 sein erstes historisches Tasteninstrument. In den nächsten zwanzig Jahren sammelte er eine beträchtliche Kollektion von Clavichords und Cembali aus dem siebzehnten bis achtzehnten Jahrhundert.
Seine Sammlung umfasste Instrumente bedeutender Cembalobaukunst Europas: eine Anzahl von englischen Spinetten, frühe Cembali und Virginale aus Italien; flämische Instrumente der Familie Ruckers, ein spätes französisches Instrument von Pascal-Joseph Taskin sowie ein Clavichord und ein Cembalo aus Norddeutschland, beide von Johann Adolph Hass. Viele seiner Instrumente beschrieb er detailliert in seinem 1959 veröffentlichten Buch The Harpsichord and Clavichord: an Introductory Study („Das Cembalo und das Clavichord: eine Einführungsstudie“). Er war ein anerkannter Experte auf diesem Gebiet und schrieb auch den Katalog für die Sammlung von Tasteninstrumenten des Victoria and Albert Museums.

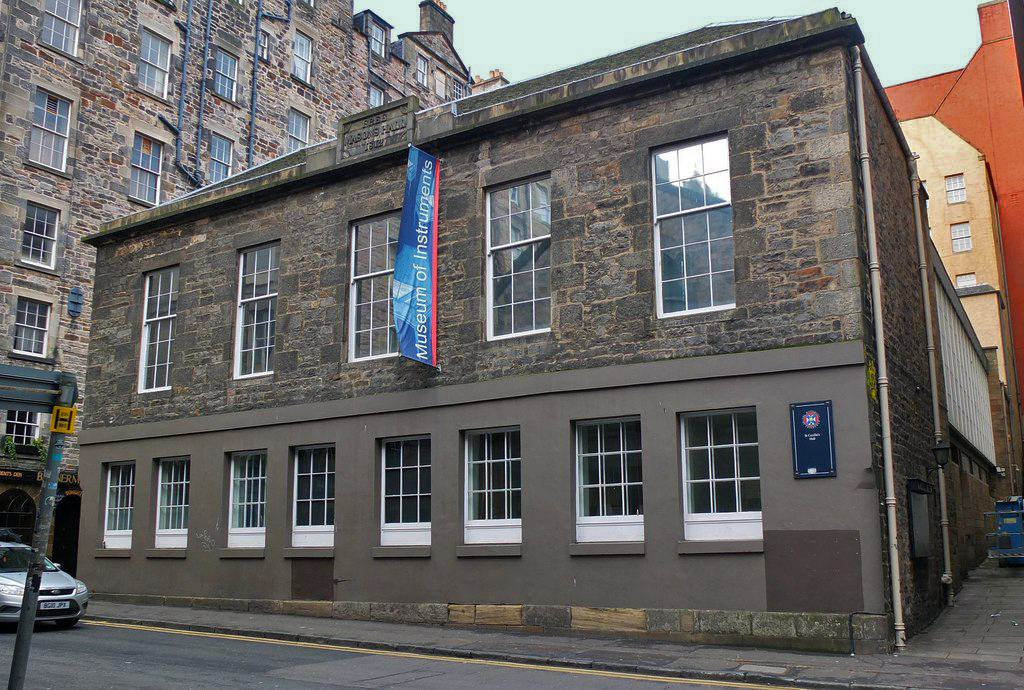
St Cecilia’s Hall, Edinburgh

1960 beschloss Russell, seine Sammlung der Edinburgh University zu spenden, mit dem Ziel, ein Forschungszentrum für Organologie zu schaffen, starb aber zuvor unerwartet 1964 im Alter von 41 Jahren auf Malta. In Übereinstimmung mit seinen Wünschen und zu seinem Gedächtnis schenkte seine Mutter Maud Russell im selben Jahr fast alle Stücke seiner Sammlung – neunzehn Instrumente – der Universität. Die Spende enthielt auch seine Notizen und seine Sammlung dokumentarischer Photos. Die Sammlung wurde in der 1763 erbauten St Cecilia’s Hall in Edinburgh untergebracht, die 1968 als Museum eröffnet wurde.
Die Universität kaufte zwei weitere Instrumente aus der Sammlung Russells – ein englisches Doppel-Cembalo von Jacob Kirckman, und ein französisches Doppel-Cembalo von Jean Goermans und Taskin, das 1974 von Maud Russell gekauft worden war, und brachte die Gesamtzahl so auf einundzwanzig Instrumente.

## Instrumente in der Sammlung
England
- ein Virginal von Stephen Keene aus dem Jahr 1668[3]
- ein Querspinett, zugeschrieben John Player, um 1705[4]
- ein einmanualiges Cembalo von Thomas Hancock aus dem Jahr 1720[5]
- ein Walnuss-Querspinett von Thomas Hitchcock aus dem Jahr 1728[6]
- ein Querspinett von Sir John Harrison Burnett aus dem Jahr 1757[7]
- ein verziertes zweimanualiges Cembalo von Jacob Kirckman aus dem Jahr 1755[8]
- ein schottisches Querspinett von Neil Stewart, gebaut in Edinburgh im Jahr 1784[9]
- ein einmanualiges Cembalo von John Broadwood & Sons aus dem Jahr 1793[10]

Flandern
Vier flämische Cembali, hergestellt in Antwerpen:
- ein zweimanualiges Cembalo von Andreas Ruckers dem Älteren aus dem Jahr 1608[11]
- ein einmanualiges Cembalo von Johannes Ruckers aus dem Jahr 1637[12]
- ein zweimanualiges Cembalo von Johannes Ruckers aus dem Jahr 1638[13]
- ein einmanualiges Cembalo von Johannes Couchet aus dem Jahr 1645[14]

Italien

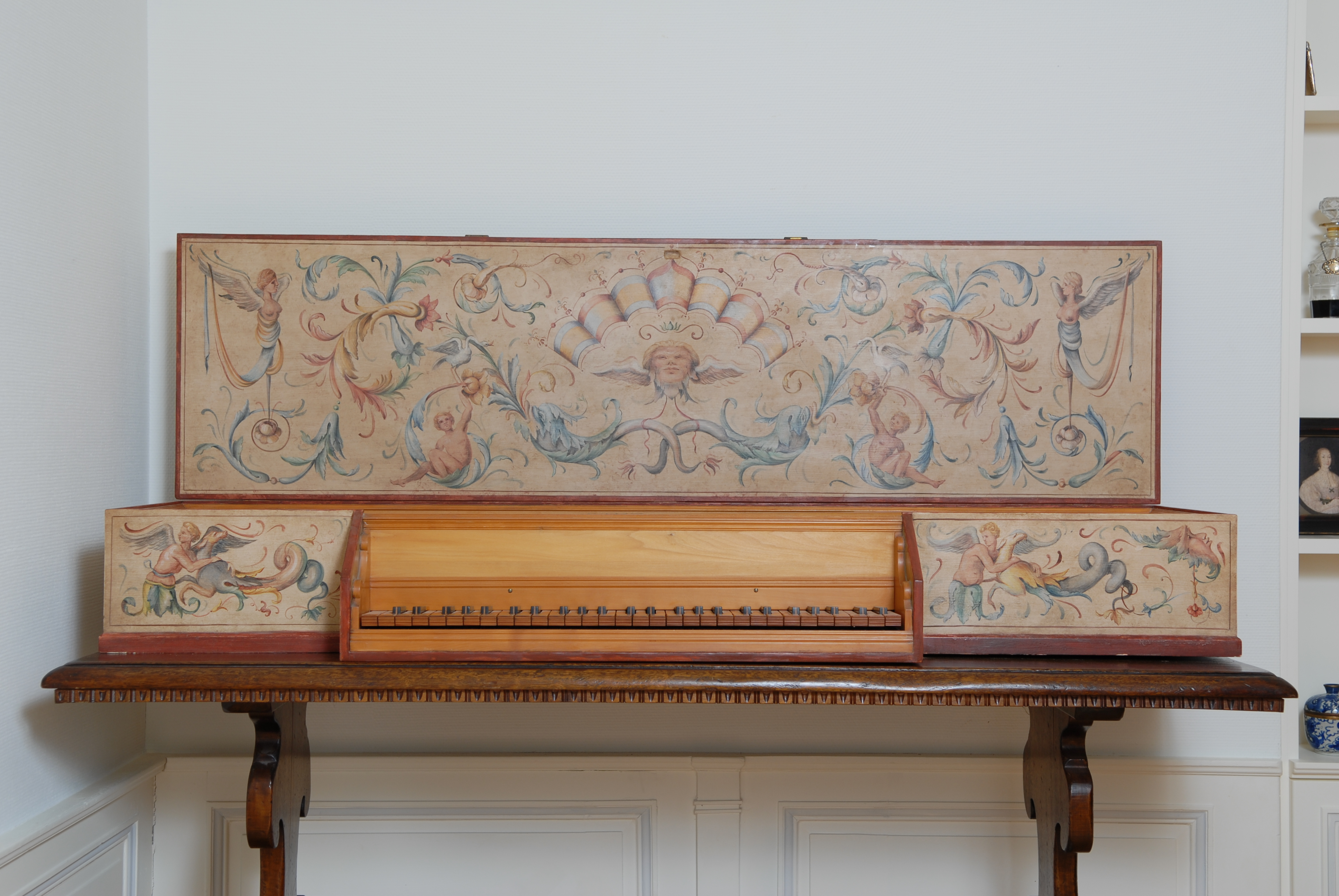
Virginal von Alessandro Bertolotti, 1586

- ein Virginal von Alessandro Bertolotti aus dem Jahr 1586[15][16]
- ein einmanualiges kleines Oktav-Virginal in 4'-Lage (Ottavino), Erbauer unbekannt, um 1620[17]
- ein dreinmanualiges Cembalo von Stefano Bolcioni aus dem Jahr 1627[18]
- ein kleines Oktav-Virginal in 4'-Lage (Ottavino) von Petrus Michael Orlandus aus dem Jahr 1710[19]

Frankreich
- ein zweimanualiges Cembalo von Jean Goermans aus dem Jahr 1764, umgebaut von Pascal-Joseph Taskin 1783–1784, vorher im Besitz von Arnold Dolmetsch[20]
- ein zweimanualiges Cembalo von Pascal-Joseph Taskin aus dem Jahr 1769[21]

Deutschland
- ein Clavichord von Johann Adolph Hass datiert auf das Jahr 1763[22]
- ein einmanualiges Cembalo von Johann Adolph Hass aus dem Jahr 1764[23]